# Francesco Farioli
Francesco Farioli, né le 10 avril 1989 à Barga, dans la province de Lucques, est un entraîneur italien de football, entraîneur actuel du FC Porto.

## Carrière
Farioli a étudié la philosophie et les sciences du sport à l'université de Florence. Il a commencé sa carrière dans le football en tant qu'entraîneur des gardiens de but avec l'équipe de Margine Coperta entre 2009 et 2011, à l'âge de 19 ans. Ensuite, il devient entraîneur des gardiens de Fortis Juventus (it) et de Lucchese 1905, le club de sa province de naissance. Il rejoint ensuite en 2015 l'Aspire Academy, les U16 du Qatar. Il a été recruté par Roberto De Zerbi pour être son entraîneur des gardiens de Benevento lors de la saison 2017-18, la première du club en Serie A. Dès la saison suivante, il suit De Zerbi à Sassuolo, de 2018 à 2020.
Pour la saison 2020-2021, il est entraîneur adjoint d'Alanyaspor. Le 21 mars 2021, il a été nommé entraîneur de Fatih Karagümrük, son premier poste de dirigeant, à l'âge de 31 ans et 11 mois, il est plus jeune que certains joueurs,. Il quitte Fatih Karagümrük le 12 décembre 2021.
Le 31 décembre 2021, il signe dans son ancien club Alanyaspor, mais cette fois en tant qu'entraîneur principal.
En juin 2023, il signe un contrat de deux ans avec l'OGC Nice en tant qu'entraîneur de l'équipe première.
En septembre 2023, il passe et obtient l'examen final du diplôme d'entraîneur.
Ses débuts sur le banc niçois sont convaincants, le club ne subissant sa première défaite que lors de la quatorzième journée, le 2 décembre 2023 sur le terrain du FC Nantes.
Le 23 mai 2024, il quitte l'OGC Nice et devient l'entraîneur de l'Ajax Amsterdam. Il signe un contrat jusqu'en juin 2027. Le 19 mai 2025, Farioli a décidé de quitter l'Ajax.
Le 6 juillet 2025, il est nommé entraîneur du FC Porto.